# Fortaleza do Calulo
A Fortaleza do Calulo é uma fortificação militar construída por Portugal que localiza-se no município do Libolo, província do Cuanza Sul, em Angola.

## História
Acredita-se que a fortificação foi erguida por forças portuguesas em finais do século XIX, como ponto de apoio para o combate à resistência dos nativos à ocupação da região.
No contexto da Primeira Guerra Mundial, em 1917 houve uma grande sublevação popular contra as forças coloniais, tendo a fortificação servido como ponto de refúgio dos militares e civis portugueses.
A ocupação militar portuguesa na região do Libolo só veio a consolidar-se em 1932. Nessa época, foi inaugurada uma inscrição epigráfica que ainda se encontra nas dependências da fortaleza, que reza: "1917 - Homenagem aos combatentes da revolta do Libolo". Atualmente essa inscrição constitui-se numa homenagem à resistência da população do Libolo.
A fortificação encontra-se hoje em ruínas.